# Adriaan Wildschutt
Adriaan Wildschutt (né le 3 mai 1998 à Ceres) est un athlète sud-africain, spécialiste des courses de fond. En 2023 il établit les records nationaux du 3 000 m, du 5 000 m et du 10 000 m.

## Biographie
Natif de Ceres, dans la province du Cap-Occidental, Adriaan Wildschutt participe à des courses sur route avec son frère, avant d'être recruté à l'Université de Coastal Carolina, aux États-Unis, par Zola Budd.
Il se distingue sur la scène internationale en 2019 en montant sur la 3e marche du podium sur 10 000 m, lors des Universiades de Naples.
Il termine son parcours universitaire à l'université d'État de Floride en 2022, année où il est qualifié aux championnats du monde, au cours desquels il est éliminé en série du 5 000 m.
En mai 2023 il bat le record d'Afrique du Sud du 10 000 m, que détenait Hendrick Ramaala depuis 1999, en 27 min 23 s 10.
Au mois de juillet il bat successivement le record du 5 000 m à Heusden-Zolder, puis celui du 3 000 m à Lucerne.
Il termine 14e du 10 000 m des championnats du monde de Budapest.
Début 2024, Wildschutt réalise 12 min 56 s 76 sur 5 000 m à Boston, améliorant son record national sur piste courte qu'il détenait depuis un an avec 13 min 9 s 30.
Au mois de mars il abaisse son record sur 10 000 m en terminant 6e en 26 min 55 s 54 en Californie, dans une course remportée par l'Américain Grant Fisher en 26 min 52 s 04, devenant le premier athlète sud-africain à passer sous la barrière des 27 minutes. Il est ainsi qualifié pour les Jeux de Paris aussi bien sur 5 000 que sur 10 000 m.

### Palmarès
| Date | Compétition     | Lieu   | Résultat | Épreuve  | Temps          |
| ---- | --------------- | ------ | -------- | -------- | -------------- |
| 2019 | Universiades    | Naples | 3e       | 10 000 m | 29 min 36 s 39 |
| 2024 | Jeux olympiques | Paris  | 10e      | 10 000 m | 26 min 50 s 64 |

### Records
| Épreuve                | Performance         | Lieu      | Date            |
| ---------------------- | ------------------- | --------- | --------------- |
| 3 000 m                | 7 min 36 s 77 (NR)  | Stockholm | 2 juin 2024     |
| 5 000 m                | 12 min 56 s 67 (NR) | Oslo      | 30 mai 2024     |
| 5 000 m (piste courte) | 12 min 56 s 76 (NR) | Boston    | 26 janvier 2024 |
| 10 000 m               | 26 min 50 s 64 (NR) | Paris     | 2 août 2024     |